# Харків — Владивосток (поїзд)
Поїзд № 53/54 «Харків — Владивосток» (рос. Поезд №№ 53/54 «Харьков — Владивосток») — прямий пасажирський поїзд дальнього сполучення, який курсував протягом 1957—2010 років між українським Харковом та російським далекосхідним Владивостоком. Занесений до Книги рекордів Гіннеса як найдовший у світі прямий залізничний пасажирський маршрут протяжністю 9713 км. Рекорд побитий лише поїздом Москва — Пхеньян, протяжність маршруту якого становить 10 214 км.

## Історія
Поїзд курсував протягом 1956—2010 років. Спочатку обслуговувався рухомим складом та бригадами провідників російської Далекосхідної залізниці. У 1979 році був переданий загальносоюзному Міністерству шляхів сполучення на обслуговування Південної залізниці. Вагонів прямим сполученням «Харків — Владивосток» у складі поїздів маршруту було не більше половини, решта — безпересадкові та причіпні вагони, що сполучали Харків з рядом міст Сибіру і Далекого Сходу. В останні роки курсування повна схема поїзда становила лише дев'ять пасажирських вагонів і один вагон-ресторан, із них лише чотири пасажирських і вагон-ресторан — харківського формування. Інші — безпересадкові, які сполучали з Владивостоком інші великі українські міста — Київ, Донецьк і Дніпропетровськ.
Із 30 травня 2010 року маршрут поїзда № 53/54 обмежено до російської Уфи внаслідок низького прямого пасажиропотоку між Харковом та Владивостоком. Основна висадка пасажирів здійснювалася на станціях міст Самара, Уфа, Челябінськ, Новосибірськ та Красноярськ. Тому при розробці графіка руху пасажирських поїздів на 2010—2011 роки керівництво Російських залізниць запропонувало Укрзалізниці обмежити маршрут прямування поїзда № 53/54 «Харків — Владивосток» до станції Уфа. Внаслідок переговорів між залізничними компаніями встановлено маршрут курсування поїзда № 53/54 сполученням «Харків — Уфа». У складі нового поїзда № 53/54 «Харків — Уфа» курсувало два причіпні вагони у сполученні до станції Владивосток (один вагон «Харків — Владивосток» і один вагон «Київ — Владивосток» курсували через день) і двох вагонів слідуванням до станції Красноярськ (один вагон «Харків — Красноярськ» слідуванням через день, і по одному вагону «Маріуполь — Красноярськ» та «Дніпропетровськ — Красноярськ» слідуванням один раз на чотири дні кожен). Причеплення вагонів до Владивостока та Красноярська здійснювалося до поїзда № 133/134 «Пенза — Владивосток» на станції Самара.
У 2011 році поїзд № 53/54 «Харків — Уфа» з безпересадковими вагонами, які курсували у його складі, було скасовано.

## Загальна інформація
Експлуатанти — Укрзалізниця та Російські залізниці. Власники — Далекосхідна залізниця (1957—1979), Південна залізниця (1979—1991), Регіональна філія «Південна залізниця» материнської компанії «Укрзалізниця» (1991—2010).

## Маршрут
Переважна частина маршруту поїзда проходила через Транссибірську магістраль.
Станції слідування та зупинки руху поїзда № 53/54 «Харків — Владивосток» станом на 2003 рік.
- Укрзалізниця
  - Південна залізниця: Харків-Пасажирський, Чугуїв, Куп'янськ-Вузловий.
    - Тополі — прикордонний контроль.
- Російські залізниці
  - Південно-Східна залізниця: Валуйки, Олексіївка, Острогоськ, Ліски, Талова, Новохоперськ, Поворино, Балашов, Ртищево-І, Сердобськ, Колишлей.
  - Куйбишевська залізниця: Кривозерівка, Пенза-І, Чаадаївка, Кузнецьк, Ключики, Новоспаське, Сизрань-І, Звєзда, Чапаєвськ, Новокуйбишевськ, Самара, Кінель, Новооградна, Толкай, Бугуруслан, Абдуліно, Уфа, Аша.
  - Південно-Уральська залізниця: Кропачево, Усть-Катав, В'язова, Бердяуш, Златоуст, Міасс-І, Челябінськ, Курган, Пєтухово, Петропавловськ.
  - Західно-Сибірська залізниця: Ісилькуль, Омськ-Пасаж., Калачинська, Татарська, Барабінськ, Чулимська, Новосибірськ-Головний, Болотна, Юрга-І, Яшкіно, Тайга, Анжерська.
  - Красноярська залізниця: Маріїнськ, Тяжин, Боготол, Ачинськ-І, Чорноріченська, Козулька, Кемчуг, Красноярськ-Пасаж., Злобино, Зиково, Камарчага, Уяр, Заозерна, Канськ-Єлісейський, Іланська, Інгаська, Решоти.
  - Східно-Сибірська залізниця: Юрти, Тайшет, Алзамай, Нижньоудинськ, Тулун, Куйтун, Зима, Заларі, Черемхово, Усольє-Сибірське, Ангарськ, Іркутськ-Сортув., Іркутськ-Пасаж., Слюдянка-І, Байкальськ, Видріно, Мисова, Селенга, Улан-Уде-Пасаж.
  - Забайкальська залізниця: Петровський Завод, Хілок, Могзон, Чита-II, Дарасун, Каримська, Сонцева, Шилка-Пасаж., Приіскова, Куенга, Чернишевськ-Забайкальський, Жирекен, Зілово, Сбега, Ксеньєвська, Могоча, Семиозерний, Амазар, Єрофей Павлович, Уруша, Сковородіно, Талдан, Магдагачі, Тигда, Ушумун, Шимановська, Свободний, Сєришево, Білогорськ-І, Єкатеринославка, Завітан, Бурея.
  - Далекосхідна залізниця: Архара, Кундур-Хабаровський, Облуччя, Кімкан, Ізвєсткова, Тепле Озеро, Біра, Біробіджан, Ін, Хабаровськ-І, Веріно, В'яземська, Бікін, Лучегорськ, Губерово, Дальнєрєченськ-І, Ружино, Спаськ-Дальній, Мучна, Сибірцево, Озерна Падь, Уссурійськ, Угольна, Владивосток-Північна.